# George Kontos
George Nicholas Kontos (né le 12 juin 1985 à Lincolnwood, Illinois, États-Unis) est un lanceur droitier des Ligues majeures de baseball jouant avec les Pirates de Pittsburgh.
Il commence sa carrière en 2011 avec les Yankees de New York puis s'aligne de 2012 à 2017 avec les Giants de San Francisco, faisant partie des équipes championnes des Séries mondiale de 2012 et 2014.

## Carrière

### Yankees de New York
George Kontos est un choix de cinquième ronde des Yankees de New York en 2006 alors qu'il s'aligne avec les Wildcats de l'Université Northwestern, près de Chicago.
Le lanceur de relève fait ses débuts dans le baseball majeur avec les Yankees le 10 septembre 2011 et apparaît dans sept parties de l'équipe à cette première occasion au plus haut niveau.

### Giants de San Francisco
Le 4 avril 2012, les Yankees échangent Kontos aux Giants de San Francisco en retour du receveur Chris Stewart. Il lance dans les séries éliminatoires qui suivent, incluant une manche en Série mondiale 2012, remportée par Kontos et les Giants.
Il connaît une difficile saison 2013 avec une moyenne de points mérités de 4,39 en 55 manches et un tiers lancées lors de 52 matchs des Giants. En 2014, il est moins utilisé mais très fiable avec une moyenne de 2,78 en 32 manches et un tiers lancées. En 24 matchs, il remporte ses 4 décisions. Il est toutefois laissé de côté pour les éliminatoires.
Kontos connaît une autre brillante saison en 2015 pour San Francisco, avec une moyenne de points mérités de seulement 2,33 en 73 manches et un tiers lancées en 73 matchs.

### Pirates de Pittsburgh
Kontos est réclamé au ballottage par les Pirates de Pittsburgh le 5 août 2017.